# Lilldrevdagssjön
Lilldrevdagssjön är en sjö i Älvdalens kommun i Dalarna och ingår i Dalälvens huvudavrinningsområde. Sjön har en area på 0,328 kvadratkilometer och ligger 706,2 meter över havet. Sjön avvattnas av vattendraget Dammbäcken.

## Delavrinningsområde
Lilldrevdagssjön ingår i det delavrinningsområde (685250-132010) som SMHI kallar för Utloppet av Lilldrevdagssjön. Medelhöjden är 724 meter över havet och ytan är 1,92 kvadratkilometer. Räknas de 3 avrinningsområdena uppströms in blir den ackumulerade arean 35,24 kvadratkilometer. Dammbäcken som avvattnar avrinningsområdet har biflödesordning 3, vilket innebär att vattnet flödar genom totalt 3 vattendrag innan det når havet efter 509 kilometer. Avrinningsområdet består mestadels av skog (48 procent) och sankmarker (35 procent). Avrinningsområdet har 0,32 kvadratkilometer vattenytor vilket ger det en sjöprocent på 16,8 procent.